# Groove

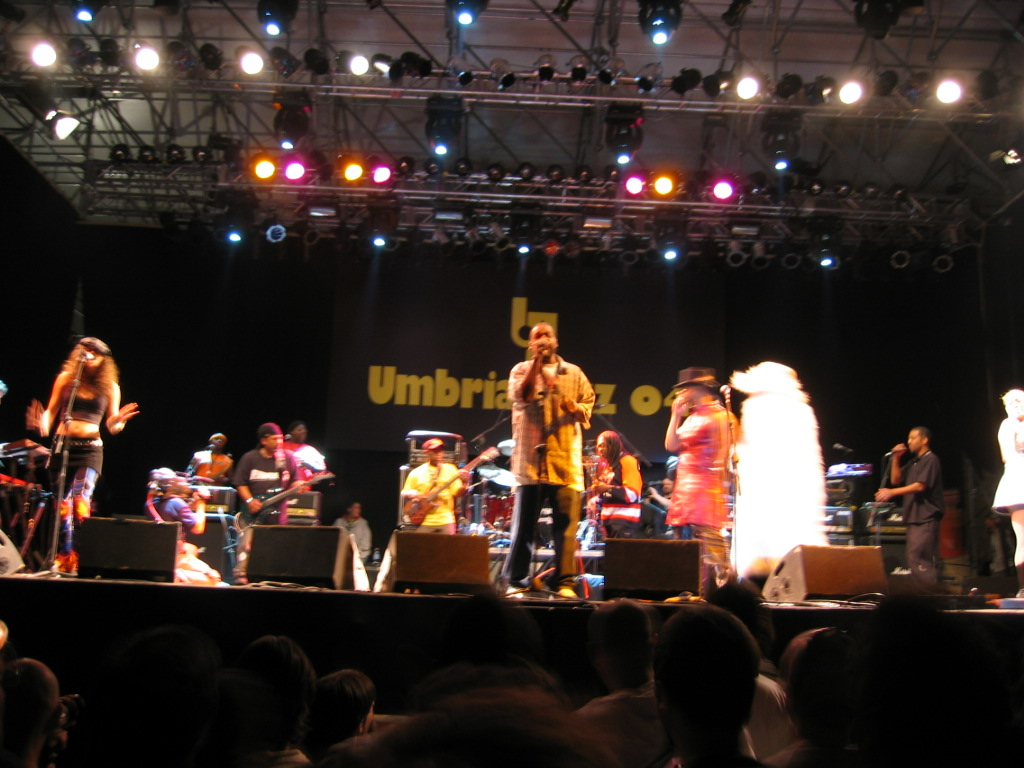
O o tipo de funk tocado por grupos como o Parliament e o Funkadelic, usam linhas cativantes de baixo elétrico e padrões de bateria para criar uma "sensação" rítmica propulsiva e enfática, geralmente chamada de "groove".

Na música, o groove, popularmente também chamado de levada ou clave, são padrões rítmicos curtos que servem como guia na música em sua dimensão rítmica; elementos musicais fundamentais que normalmente são repetidos, é também, a sensação de um efeito ("sentir") da mudança de padrão em um ritmo propulsivo ou sensação de "swing". No jazz, pode ser sentida como uma qualidade de unidades rítmicas persistentemente repetidas, criadas pela interação da música tocada pela seção rítmica de uma banda (por exemplo, bateria, baixo elétrico ou contrabaixo, guitarra e teclados). O groove é uma característica significativa da música popular e pode ser encontrado em muitos gêneros, incluindo salsa, funk, rock, fusion e soul.

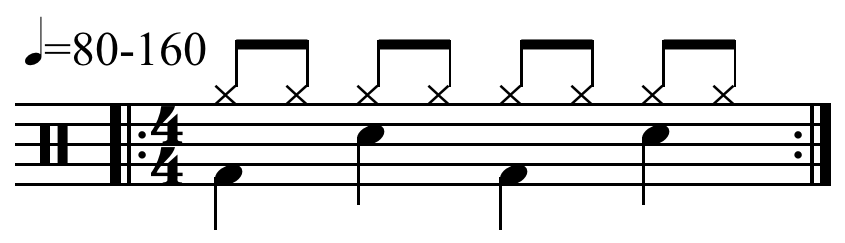
Groove característico do rock: "bumbo nas batidas 1 e 3 e tarola nas batidas 2 e 4 da medida ... adicione colcheias no chimbal".

De uma perspectiva etnomusicológica mais ampla, o groove foi descrito como "um sentido inespecífico, mas ordenado, de algo que é sustentado de maneira distinta, regular e atraente, trabalhando para atrair o ouvinte". Musicólogos e outros estudiosos analisaram o conceito do "groove" desde os anos 90. Eles argumentaram que um "groove" é um "entendimento do padrão rítmico" ou "sentir" e "um senso intuitivo" de "um ciclo em movimento" que emerge de "padrões rítmicos concorrentes cuidadosamente alinhados" que estimulam a dança ou batidas com os pés. por parte dos ouvintes. O conceito pode ser vinculado aos tipos de ostinatos que geralmente acompanham fusões e músicas de dança de origem africana (por exemplo, afro-americanos, afro-cubanos, afro-brasileiros, etc.).

## Descrição

### Perspectiva dos músicos

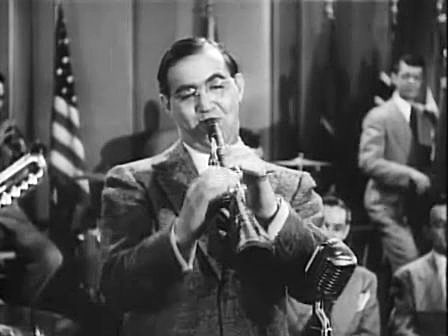
Benny Goodman, um dos primeiros líderes de bandas de swing a alcançar fama generalizada

Como o termo "swing", usado para descrever uma "sensação" rítmica coesa em um contexto de jazz, o conceito de "groove" pode ser difícil de definir. O artigo de Marc Sabatella, Establishing The Groove, argumenta que "o groove é uma coisa completamente subjetiva". Ele afirma que "uma pessoa pode pensar que um determinado baterista tem uma ótima sensação, enquanto outra pessoa pode pensar que o mesmo baterista soa muito rígido e outra pode pensar que ele é muito frouxo". Da mesma forma, um professor de baixo afirma que enquanto " groove é algo esquivo ", pode ser definido como" o que faz a música respirar "e o" senso de movimento no contexto de uma música ".
Em um contexto musical, dicionários gerais definem um groove como "um ritmo agradável e pronunciado" ou o ato de "criar, dançar ou apreciar música rítmica". Steve Van Telejuice explica o "groove" como o ponto nesse sentido quando o define como um ponto em uma música ou performance em que "mesmo as pessoas que não sabem dançar querem dançar ..." devido ao efeito do música.
Bernard Coquelet argumenta que "o groove é o modo como um músico experiente tocará um ritmo em comparação com o modo como é escrito (ou seria escrito)" tocando levemente "antes ou depois da batida". Coquelet afirma que "a noção de groove realmente tem a ver com estética e estilo"; "groove é um elemento artístico, isto é, humano, ... e" evoluirá dependendo do contexto harmônico, do lugar na música, do som do instrumento do músico e, em interação com o groove do outro músicos", que ele chama de" groove "coletivo". Variações rítmicas diminutas dos membros da seção rítmica, como o baixista, podem mudar drasticamente a sensação de uma banda tocar uma música, mesmo para um simples groove de um cantor e compositor.

### Análise teórica
O musicólogo britânico Richard Middleton (1999) observa que, embora "o conceito de groove" tenha sido "muito conhecido no uso dos músicos", musicólogos e teóricos apenas recentemente começaram a analisar esse conceito. Middleton afirma que um groove "... marca uma compreensão do padrão rítmico subjacente ao seu papel na produção da característica" sensação "rítmica de uma peça". Ele observa que a "sensação criada por uma estrutura repetitiva" também é modificada com variações."Groove", em termos de sequenciamento de padrões, também é conhecido como "suffle note" - onde há desvio das posições exatas dos passos.
Quando a frase de gíria musical "In the groove" é aplicada a um grupo de improvisadores, isso é chamado de "um nível avançado de desenvolvimento para qualquer grupo musical de improvisação", que é "equivalente às descrições de Bohm e Jaworski sobre um campo evocado". , que os estudiosos de dinâmica de sistemas afirmam serem "forças de conexão invisível que influenciam diretamente nossa experiência e comportamento". Peter Forrester e John Bailey argumentam que as "chances de atingir esse nível mais alto de tocar" (ou seja, atingir um "groove") são aprimoradas quando os músicos estão "abertos às idéias musicais de outras pessoas", encontrando maneiras de complementar as participações idéias musicais de outros participantes. (sic) "e" correr riscos com a música".
Turry e Aigen citam a definição de Feld de groove como "um senso intuitivo de estilo como processo, uma percepção de um ciclo em movimento, uma forma ou padrão de organização sendo revelado, um agrupamento recorrente de elementos ao longo do tempo". Aigen afirma que "quando [um] groove é estabelecido entre os tocadores, o todo musical se torna maior que a soma de suas partes, permitindo que uma pessoa [...] experimente algo além de si que não pode criar sozinho (Aigen 2002, p.34)".
Um artigo de Jeff Pressing (2002), afirmou que um "groove ou sensação" é "um fenômeno temporal cognitivo emergindo de um ou mais padrões rítmicos concorrentes cuidadosamente alinhados, caracterizados por ... percepção de pulsos recorrentes e subdivisão de estrutura em tais pulsos, ... percepção de um ciclo de tempo, de comprimento 2 ou mais pulsos, permitindo a identificação de locais de ciclo e ... efetividade do envolvimento de respostas corporais sincronizadas (por exemplo, dança, batidas nos pés) ".

### Perspectivas neurocientíficas
O "groove" foi citado como um exemplo de acoplamento sensório-motor entre sistemas neurais. O acoplamento sensório-motor é o acoplamento ou integração do sistema sensorial e do sistema motor. A integração sensorimotor não é um processo estático. Para um determinado estímulo, não existe um único comando motor. "As respostas neurais em quase todos os estágios de uma via sensório-motora são modificadas em escalas de tempo curta e longa por processos biofísicos e sinápticos, conexões recorrentes e de feedback e aprendizado, além de muitas outras variáveis internas e externas". Pesquisas recentes mostraram que pelo menos alguns estilos modernos de rock orientados ao groove são caracterizados por uma "estética da exatidão" e a estimulação mais forte do groove pode ser observada para padrões de bateria sem desvios no microtiming.

## Uso em diferentes gêneros

### R&B
O "groove" também está associado a artistas de funk, como os bateristas de James Brown, Clyde Stubblefield e Jabo Starks, e com soul. "Nos anos 50, quando 'funk' e 'funky' foram usados cada vez mais como adjetivos no contexto da música soul - o significado sendo transformado do original de um odor pungente para um significado redefinido de um groove forte e distinto. " Como "[a] música dançante soul de seus dias, a ideia básica do funk era criar um groove o mais intenso possível". Quando um baterista toca um groove "muito sólido e com uma ótima sensação .." . ", a que se refere informalmente como" no bolso "; quando um baterista "mantém essa sensação por um longo período de tempo, sem vacilar, isso costuma ser chamado de bolso profundo".

### Hip hop
Um conceito semelhante a "groove" ou "swing" também é usado em outros gêneros afro-americanos, como o hip hop. O groove rítmico que os artistas de jazz chamam de "swing" é às vezes chamado de "flow" na cena do hip hop. "O fluxo é tão elementar para o hip hop quanto o conceito de swing para o jazz". Assim como o conceito de jazz de "swing" envolve artistas tocando deliberadamente atrás ou à frente da batida, o conceito de hip-hop de flow é sobre "brincar com as próprias expectativas de tempo" - ou seja, o ritmo e o pulso da música. "Flow não é tanto o que está sendo dito, mas o modo como alguém está dizendo isso".

### Jazz
Em alguns estilos mais tradicionais de jazz, os músicos costumam usar a palavra "swing" para descrever o senso de coesão rítmica de um grupo habilidoso. No entanto, desde a década de 1950, músicos de trio de órgãos e subgêneros do jazz latino também usam o termo "groove". O flautista de jazz, Herbie Mann falava muito sobre "o groove". Nos anos 50, Mann "trancou-se em um groove brasileiro no início dos anos 60, depois mudou-se para um groove funk e soul no final dos anos 60 e início dos anos 70. Em meados dos anos 70, ele estava gravando [[música disco, ainda cozinhando em um groove rítmico". Ele descreve sua abordagem para encontrar o groove da seguinte forma: "Tudo o que você precisa fazer é encontrar as ondas que são confortáveis para flutuar em cima". Mann argumenta que o "epítome de uma gravação de groove" é "Memphis Underground ou Push Push", porque a "seção rítmica [está] bloqueada em uma única percepção".

### Reggae
Na jamaicana. reggae, dancehall e dub, o termo crioulo "riddim" é usado para descrever os padrões de ritmo criados pelo padrão de bateria ou por uma linha de baixo proeminente. Em outros contextos musicais, um "riddim" seria chamado de "groove" ou batida. Um dos "riddims" amplamente copiados, o Real Rock, foi gravado em 1967 pela Sound Dimension. "Ele foi construído em torno de uma única nota de baixo enfática, seguida por uma sucessão rápida de notas mais leves. O padrão se repetia hipnoticamente. O som era tão poderoso que deu origem a todo um estilo de reggae destinado à dança lenta chamado rub dub."

### Groove metal
Na década de 1990, o termo "groove" foi usado para descrever uma forma de thrash metal chamada groove metal, que se baseia no uso de riffs de thrash de ritmo intermediário e acordes de potência desafinados, tocados com forte síncope. "A velocidade não era mais o ponto principal, era o que o cantor do Pantera, Phil Anselmo, chamava de 'power groove'. Os riffs se tornaram invulgarmente pesados sem a necessidade de rosnar ou as guitarras extremamente distorcidas do death metal, os ritmos dependiam mais de um groove pesado".